# Кладенци (област Благоевград)
 Тази статия е за селото в Пиринска Македония.  За селото в Добруджа вижте Кладенци (Област Добрич).  
Кладѐнци е село в Югозападна България. То се намира в община Петрич, област Благоевград.

## География
Село Кладенци се намира в планински район.

## История
До 1951 година името на селото е Масли чифлик. В „Етнография на вилаетите Адрианопол, Монастир и Салоника“, издадена в Константинопол в 1878 година и отразяваща статистиката на населението от 1873 година, Мусли (Mousli) е посочено като село с 25 домакинства и 55 жители мюсюлмани.
Към 1900 г. според статистиката на Васил Кънчов („Македония. Етнография и статистика“) населението на село Мисли (Маслар) брои общо 130 турци.

## Население

### Етнически състав
Преброяване на населението през 2011 г.
Численост и дял на етническите групи според преброяването на населението през 2011 г.:
|                     | Численост |
| Общо                | 38        |
| Българи             | 36        |
| Турци               | -         |
| Цигани              | -         |
| Други               | -         |
| Не се самоопределят | -         |
| Неотговорили        | -         |